# Louis de Noailles
Pour les autres membres de la famille, voir Maison de Noailles.
Louis de Noailles (1713-1793), comte d'Ayen puis 1er duc d'Ayen (1737-1766) puis 4e duc de Noailles (1766-1793), marquis de Montclar et de Maintenon, comte de Nogent-le-Roi, baron de Chambres, est un maréchal de France, né à Versailles le 21 avril 1713 et mort à Saint-Germain-en-Laye le 22 août 1793.

## Famille

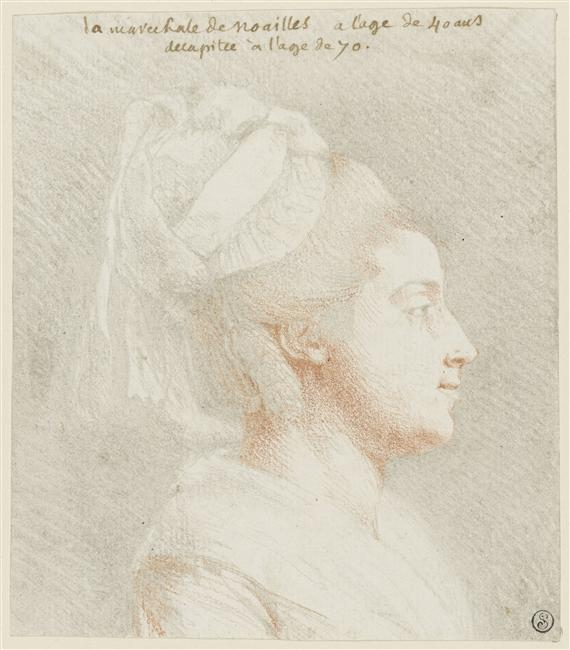
Catherine de Cossé-Brissac (1724-1794) maréchale de Noailles.

Fils du maréchal Adrien Maurice de Noailles (1678-1766) et de la duchesse Françoise-Charlotte d'Aubigné (1684-1739), il épouse le 25 février 1737 Catherine Françoise Charlotte de Cossé-Brissac (1724-1794), fille aînée de Charles Timoléon Louis de Cossé (1693-1732), duc de Brissac, et de Catherine Madeleine Pecoil de la Villedieu. Ils ont quatre enfants :
1. Jean-Louis-Paul-François de Noailles (1739-1824), duc d'Ayen puis de Noailles ;
2. Adrienne-Catherine de Noailles (1741-1814), qui épouse en 1755 René Mans de Froulay (†1814), comte de Tessé ;
3. Emmanuel-Marie-Louis de Noailles (1743-1822), comte de Noailles, dit le marquis de Noailles et de Maintenon ;
4. Philippine Louise Catherine de Noailles (1745-1791) qui épouse en 1763 Louis Antoine Armand de Gramont, duc de Lesparre (†1795).

## Biographie
Militaire, ses états de service sont impressionnants. À seize ans, il est déjà mestre de camp du régiment Noailles-Cavalerie (4 mars 1730). Comme capitaine de la Compagnie écossaise (1731-1776), il se bat au siège de Kehl (1733), puis en Italie aux batailles de Parme et de Guastalla en 1734. Promu brigadier le 1er janvier 1740 et maréchal de camp le 14 mai 1743, il combat à la bataille de Fontenoy en 1745 et à la bataille de Lauffeld en 1747. Lieutenant général le 1er janvier 1748, il se bat à Hastenbeck en 1757 avant d'être élevé à la dignité de maréchal de France le 24 mars 1775, davantage en considération de son nom et du nombre de ses campagnes que de son génie militaire. Il succède à son père comme gouverneur du Roussillon en 1766, restant en poste jusqu'en 1791.
Excellent courtisan, il sait se faire admettre dans les bonnes grâces de Louis XV dont il devient l'intime. Partageant la passion du roi pour la botanique, il lui fait souvent les honneurs de son jardin expérimental à Saint-Germain-en-Laye. Il est également à ses côtés en deux circonstances essentielles : comme aide de camp à la bataille de Fontenoy et comme capitaine des gardes du corps de service le soir de l'attentat de Damiens. Ses bons mots et ses saillies amusent Louis XV, même lorsqu'ils s'exercent parfois à ses dépens. On rapporte ainsi que le Roi, lui disant au début de sa liaison avec Mme du Barry : « Je sais que je succède à Saint-Foye », Noailles lui répondit : « Oui, Sire, comme Votre Majesté succède à Pharamond ». Pourvu d'une jolie voix, il était le seul courtisan que Mme de Pompadour admettait à jouer avec elle de petits opéras.
En 1789, il est nommé gouverneur du château de Saint-Germain-en-Laye. Lorsque la Révolution française éclate, il refuse d'émigrer et meurt de vieillesse avant que la Terreur n'atteigne son apogée, ce qui lui permet d'échapper à la guillotine.
Il est fait chevalier de l'ordre du Saint-Esprit le 2 février 1749 et chevalier de l'ordre royal et militaire de Saint-Louis avant 1740.

## La maréchale de Noailles
En 1787, la maréchale de Noailles tente d'empêcher l'enregistrement de l'édit de Versailles accordant l'état-civil aux protestants. Peu après son veuvage, elle est emprisonnée avec sa belle-fille, Henriette-Anne-Louise d'Aguesseau, et l'aînée de ses petites-filles, la vicomtesse de Noailles. Elles seront guillotinées ensemble le 4 thermidor an II (22 juillet 1794).

## Armoiries
De gueules à une bande d'or.

### Archives
L'inventaire après décès de Louis de Noailles dressé le 28 brumaire an II à la requête de Catherine Françoise Charlotte de Cossé de Brissac, sa veuve, se trouve aux Archives nationales (de France) sous la cote MC/ET/LXXI/119.